# Bonamia thunbergiana
Bonamia thunbergiana là một loài thực vật có hoa trong họ Bìm bìm. Loài này được (Roem. & Schult.) F.N. Williams mô tả khoa học đầu tiên năm 1907.